# Escazeaux
Escazeaux är en kommun i departementet Tarn-et-Garonne i regionen Occitanien i södra Frankrike. Kommunen ligger i kantonen Beaumont-de-Lomagne som tillhör arrondissementet Castelsarrasin. År 2022 hade Escazeaux 289 invånare.

## Befolkningsutveckling
Antalet invånare i kommunen Escazeaux
| Referens: INSEE |